# Market jelbana
La market jelbana (arabe : مرقة جلبانة) est un ragoût traditionnel tunisien, composé de viande de bœuf ou de poulet et de petits pois.